# Le Destin des immigrés
Le Destin des Immigrés : Assimilation et ségrégation dans les démocraties occidentales est un essai d'Emmanuel Todd, publié en 1994 aux éditions du Seuil.

## Présentation
Dans cet ouvrage, Todd s'intéresse aux différentes façons dont « l'étranger » est perçu et intégré dans quatre grands pays occidentaux correspondant à trois grands types de structure familiale : les États-Unis et la Grande-Bretagne (famille nucléaire absolue), la France (famille nucléaire égalitaire) et l'Allemagne (famille souche). Il explique ainsi les fondements idéologiques des différences de modèle d'intégration : l'intégration républicaine à la française ou le communautarisme anglo-saxon, le mécanisme des « groupes-parias » tels que les Noirs américains ou les Juifs sous la Seconde Guerre mondiale,,,,,,.

## Éditions
- Emmanuel Todd, Le destin des immigrés : Assimilation et ségrégation dans les démocraties occidentales, Seuil, coll. « L'histoire immédiate », Paris, 390 p.  (ISBN 2-02-017304-2)
- Emmanuel Todd, Le destin des immigrés : Assimilation et ségrégation dans les démocraties occidentales, Seuil, coll. « Points / Essais » (no 345), 470 p.  (ISBN 2-02-031450-9)